# Bonstetten (Germania)
Bonstetten è un comune tedesco di 1 221 abitanti, situato nel land della Baviera. Fa parte del Circondario di Augusta.

## Geografia
Bonstetten si trova a soli 20 chilometri a nord-ovest di Augusta sul versante meridionale dello Stauffersberg nel fiume Laugna, nel mezzo del parco naturale di Augusta-Foreste Occidentali, circondato da estese foreste (il 45 percento del territorio comunale è boscoso). A parte la frazione parrocchiale di Bonstetten, non ci sono altre parti del comune.

## Storia
Una nota originale riguardante il trasferimento di diverse proprietà a "Bonestetten" si è conservata risalente al mandato del vescovo di Augusta Enrico II (1040–1063). La nota è datata al periodo immediatamente precedente la morte del vescovo, cioè all'anno 1063. Questa è la prima menzione documentata del luogo, che a quel tempo si trovava nel Ducato di Svevia.
Dopo che il monastero benedettino di Sant'Ulrico e Afra accrebbe i suoi possedimenti terrieri a Bonstetten attraverso donazioni e acquisti a partire dal XII secolo, acquisì il diritto di patronato nel 1231. Nel 1266 il monastero cistercense di Oberschönenfeld ricevette da Albert von Villenbach ingenti proprietà a Bonstetten. Da quel momento in poi, i due monasteri furono i proprietari terrieri più influenti, un fatto che si riflette nell'attuale stemma cittadino con le due croci trilobate dorate (Sant'Ulrico e Afra) e la barra diagonale bianca e rossa (Oberschönenfeld). Fino al XVI secolo, la maggior parte del territorio e della giurisdizione di Bonstetten apparteneva al monastero di Sant'Ulrico e Afra. Oltre al monastero di Oberschönenfeld, parti minori erano di proprietà anche del capitolo della cattedrale di Augusta, del monastero di Heiligkreuz e dell'ospedale di Augusta. Le proprietà degli ultimi tre monasteri passarono poi prevalentemente ai primi due fino al 1612. A quel tempo, Bonstetten era sotto la giurisdizione del Margraviato di Burgau. Tuttavia, i monasteri di Sant'Ulrico e Afra, così come Oberschönenfeld, avevano ciascuno il proprio balivo e la propria osteria a Bonstetten. Questo stato delle cose rimase in vigore fino alla secolarizzazione del 1803.
Nell'ambito della secolarizzazione, nel 1803 Bonstetten passò all'elettorato di Baviera in base all'atto di deputazione imperiale e fu posta sotto la giurisdizione del tribunale regionale di Zusmarshausen.
Dal 1862 al 1929 Bonstetten appartenne al circondario di Zusmarshausen e dal 1929 all'ufficio distrettuale di Augusta, che dal 1939 si chiamò circondario di Augusta.
La storia recente riflette soprattutto la transizione da un insediamento puramente rurale a una comunità residenziale privilegiata, con un carattere ricreativo locale, come lo conosciamo oggi.

## Popolazione

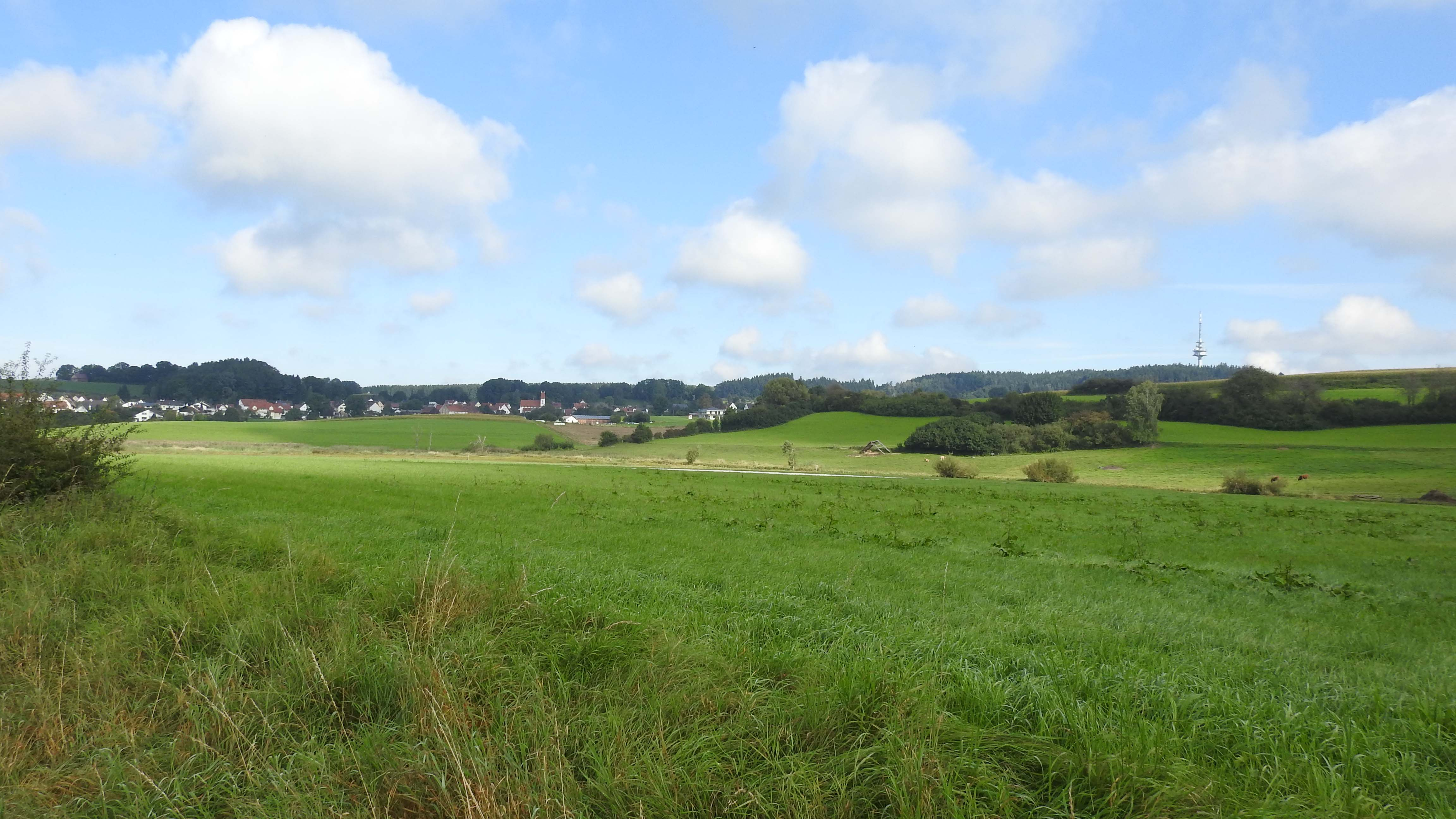
Bonstetten con Staufersberg visti da sud

Dal 1840 al 1939, l'Ufficio di statistica dello Stato bavarese registrò una popolazione abbastanza costante di circa 400 abitanti. Anche la diocesi di Augusta registrò 378 residenti in 67 case per l'anno 1850. Lo stesso documento segnala già 64 case per l'anno 1599.
Dal 1939 al 1950, la popolazione aumentò di quasi la metà, raggiungendo quasi i 600 abitanti, presumibilmente a causa dell'afflusso di numerosi rifugiati. Dopo un nuovo calo a 475 abitanti negli anni '50, nel 1961 iniziò un continuo aumento che dura ancora oggi. Nel 1970, con 571 abitanti, la popolazione raggiunse quasi il livello del 1950; solo 17 anni dopo, Bonstetten contava 939 abitanti. Nel 2011, la popolazione era di 1.216 abitanti e nel 2018 il numero ufficiale era di 1.404.
Tra il 1988 e il 2018 il comune è cresciuto di 436 abitanti, pari al 45%, passando da 968 a 1404.

## Politica
Anton Gleich (CSU) è il primo sindaco dal 1996; il 15 marzo 2020 è stato confermato in carica per altri sei anni con il 50,8% dei voti, nonostante la presenza di altri due candidati.
Nel consiglio comunale per il mandato 2020-2026, in vista delle elezioni amministrative del 15 marzo 2020, i risultati sono stati i seguenti:
- CSU / Elettori indipendenti: 6 seggi (47,9%),
- Comunità degli elettori liberi : 4 seggi (32,1%) e
- Alleanza 90/I Verdi : 2 seggi (20,1%).